# Wu Yi (władca Chin)
Wu Yi (chiń. 武乙; pinyin Wǔ Yǐ), imię osobiste Zi Qu (子瞿) – władca Chin z dynastii Shang, panujący prawdopodobnie w latach 1147–1113 p.n.e.
Przejął władzę po śmierci ojca Kang Dinga. Podczas jego rządów wasalne państwo Zhou coraz bardziej rosło w siłę, podbijając sąsiednie terytoria. W 34 roku panowania Wu Yi, król Ji z Zhou przybył do stolicy, aby oddać cześć i został nagrodzony 30 kawałkami jadeitu i 10 końmi.
Król Wu Yi zginął tragicznie rażony piorunem. Według starożytnej Księgi dokumentów, była to kara za jego bezbożność. Jego następcą został jego syn Wen Ding.